# اورلن

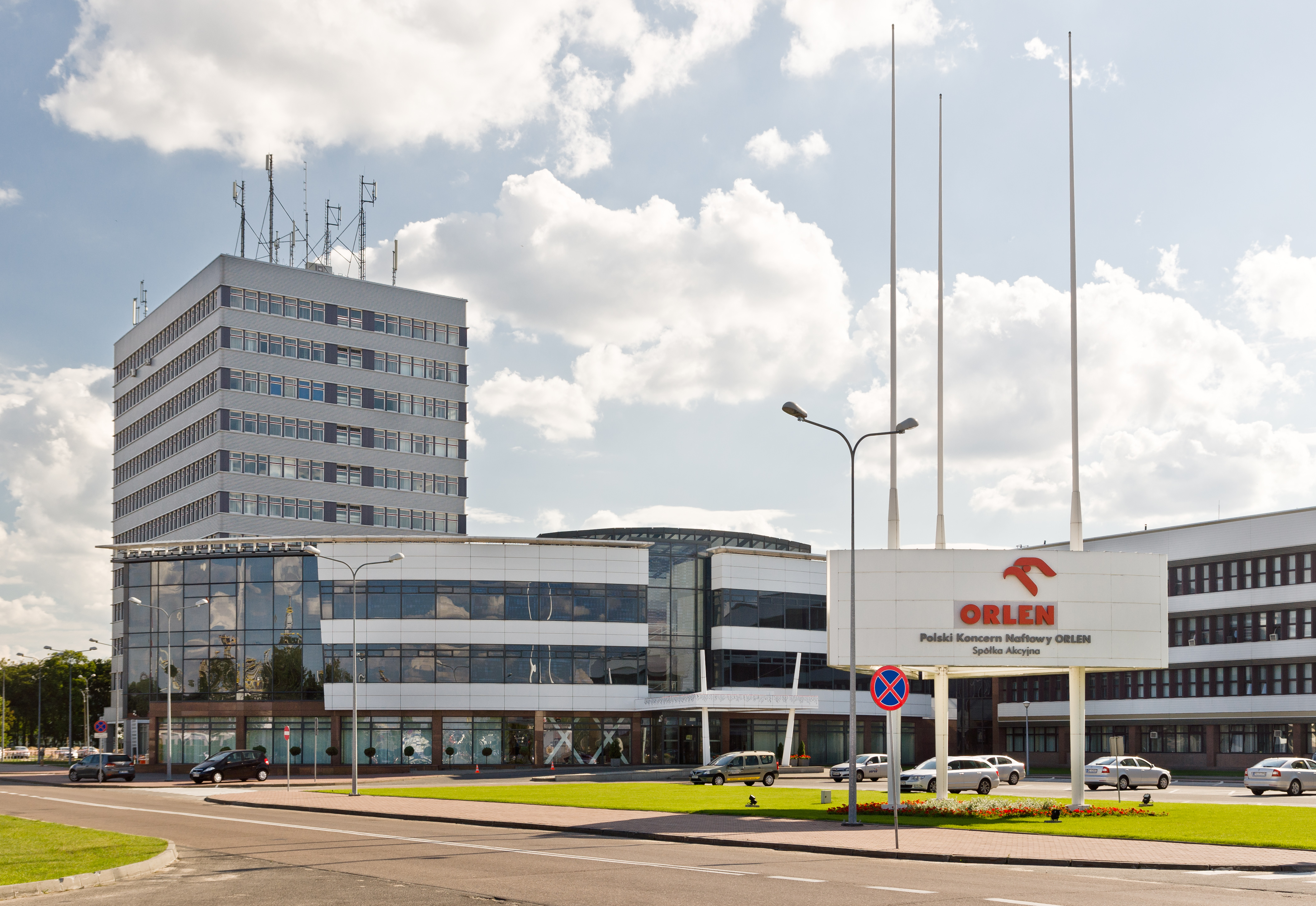
ساختمان مرکزی شرکت اورلن در شهر پوتسک، لهستان

اورلن (به لهستانی: Orlen) شرکت نیمه‌دولتی نفت لهستانی است، که در زمینه پالایش نفت خام، بازاریابی و توزیع فرآورده‌های نفتی، گاز طبیعی و بنزین، همچنین تولید محصولات پتروشیمی فعالیت می‌کند. 
شرکت اورلن در سال ۱۹۹۹ توسط دولت لهستان تأسیس شد و هم‌اکنون بزرگترین شرکت سهامی در اروپای مرکزی به‌شمار می‌آید و در سال ۲۰۱۷ در رتبه ۷۱۳ از فهرست فوربز جهانی ۲۰۰۰ (بزرگترین شرکت‌های سهامی عام جهان) قرار داشت.
این شرکت مالک شبکه‌ای از ۲ هزار جایگاه پمپ بنزین در لهستان، جمهوری چک، آلمان و کشورهای حوزه بالتیک است و مالکیت شرکت‌های یونی‌پترول و اورلن لیتوانی را نیز در اختیار دارد. دولت لهستان مالک ۲۷٪ از سهام اورلن می‌باشد. بخشی از سهام این شرکت نیز در بازار بورس ورشو معامله می‌شود. شرکت اورلن اسپانسر تیم ملی والیبال لهستان است.

## تاریخچه

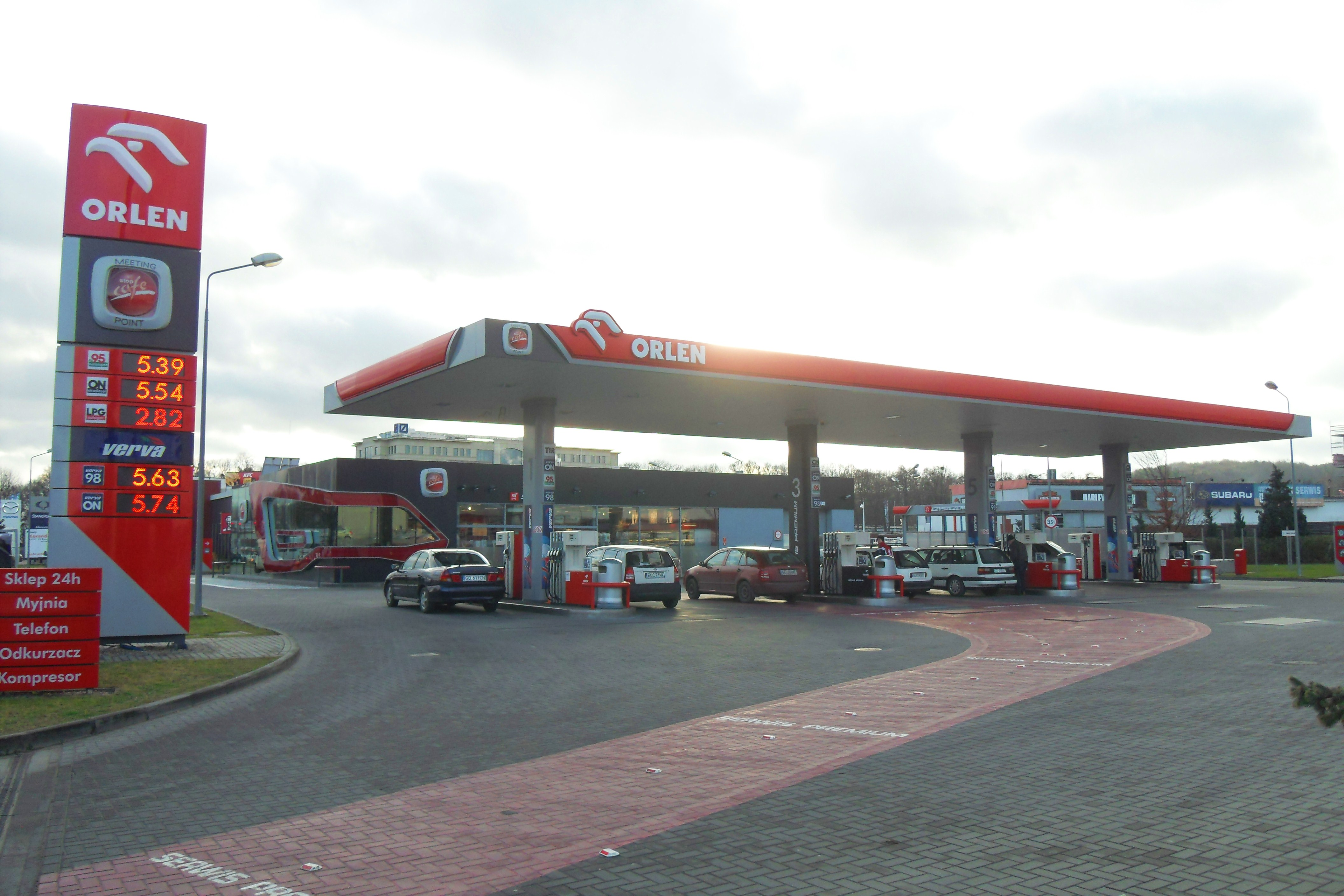
پمپ بنزین اورلن در شهر گدانسک

شرکت اورلن از طریق ادغام ۲ شرکت نفتی، در زمان دولت کمونیستی لهستان تأسیس شد. تاریخ تأسیس شرکت پی‌کی‌ان اورلن به سال ۱۹۴۴ یعنی زمان تأسیس شرکت سی.پی.ان که مختصر شده (Communist Poland's Petroleum) است، باز می‌گردد.
در دهه ۱۹۵۰ میلادی شاخه دوم از شرکت اورلن تشکیل شد. شرکت پتروشیمی پوتسک، یک شرکت دولتی مسئول پالایشگاه‌های شهر پوتسک بود، که به‌تدریج رشد کرد و با خریداری و ادغام چندین شرکت نفتی اروپایی، توسعه یافت و به بزرگترین مجموعه از نوع خود در کشور لهستان تبدیل شد.
پس از ادغام شرکت‌های سی.ان.پی و پتروشیمی پوتسک، شرکت تازه تأسیس؛ پی‌کی‌ان نام گرفت، که مخفف (Polski Koncern Naftowy) می‌باشد. اورلن نیز چند ماه بعد، به نام تجاری این کنسرسیوم اضافه شد. نام اورلن (Orlen)؛ از دو کلمه مشتق شده: اورل:(Orl) از "اوژل" (لهستانی: orzeł) که در زبان لهستانی، بمعنی؛ عقاب است و ای‌ان (en) از "انرژیا" (لهستانی: energia) که بیانگر؛ انرژی است. (orl + en = Orlen)

## فعالیت‌ها

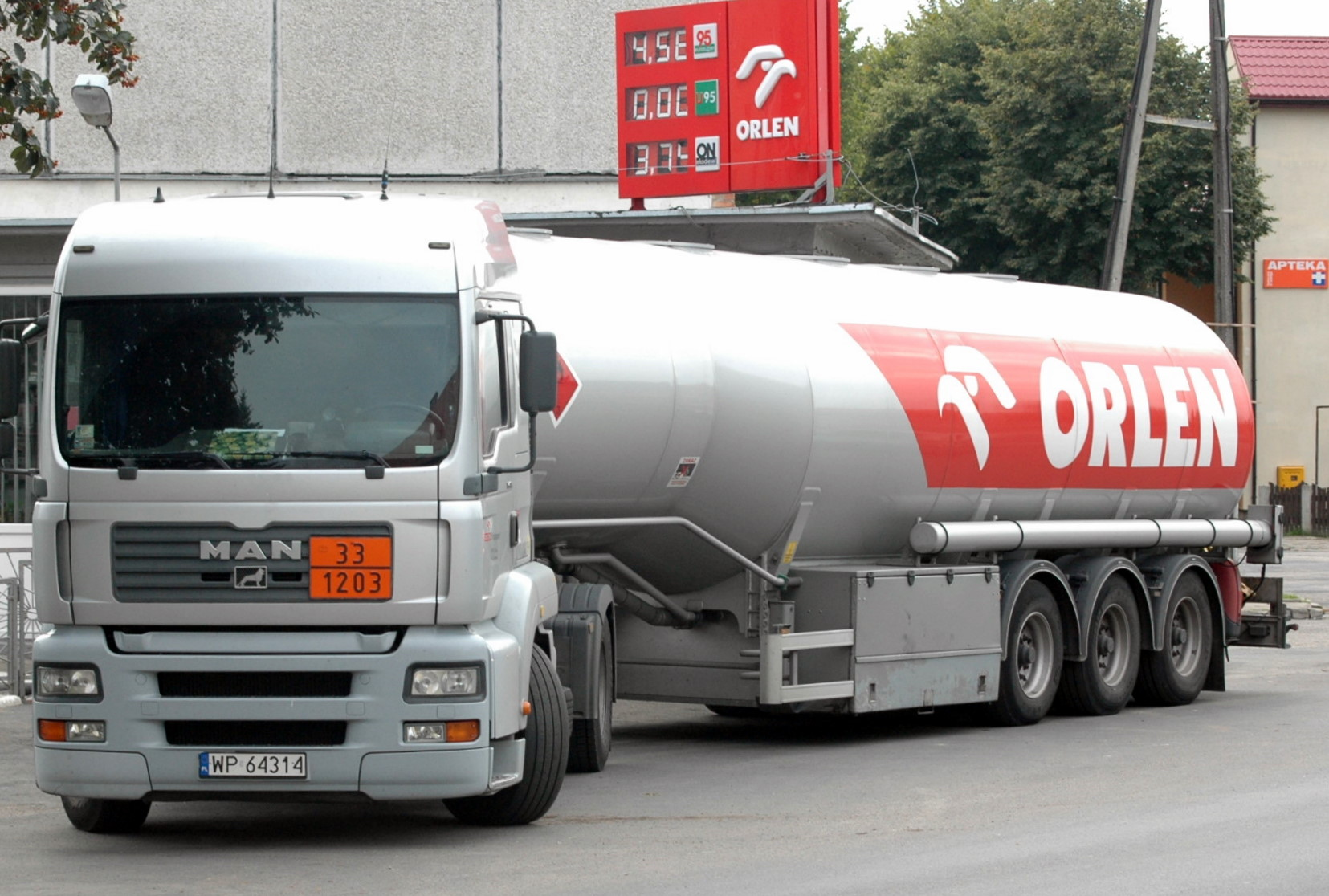
تانکر تریلر، متعلق به اورلن (لهستان)

شرکت اورلن دارای سرمایه‌گذاری قابل‌توجهی در خارج از کشور لهستان می‌باشد. این دارایی‌ها از چندین شرکت تابعه و نیز شعبه‌های تحت مدیریت این شرکت تشکیل می‌شود، که از جمله آن‌ها می‌توان به: شرکت "مازیکه نفتا" (یا شرکت اورلن لیتوانی) و نیز مالکیت اکثریت سهام یونی‌پترول؛ شرکت نفتی متعلق به جمهوری چک اشاره نمود. این شرکت همچنین مالک بزرگترین مجموعه تولید ترفتالیک اسید در اروپا می‌باشد.
شرکت اورلن در سال ۲۰۰۷ در رتبه‌بندی فورچون جهانی ۵۰۰ در فهرست بزرگترین شرکت‌های جهان در رتبه ۴۳۲ قرار گرفت. در همین سال در فهرست فوربز جهانی ۲۰۰۰ نیز در جایگاه ۶۷۹ از بزرگترین شرکت‌های جهان از نظر میزان درآمد سالانه انتخاب شد. شرکت اورلن دارای بیش از ۲۴ هزار کارمند، در ۴ کشور می‌باشد.

## جایگاه‌های پمپ بنزین

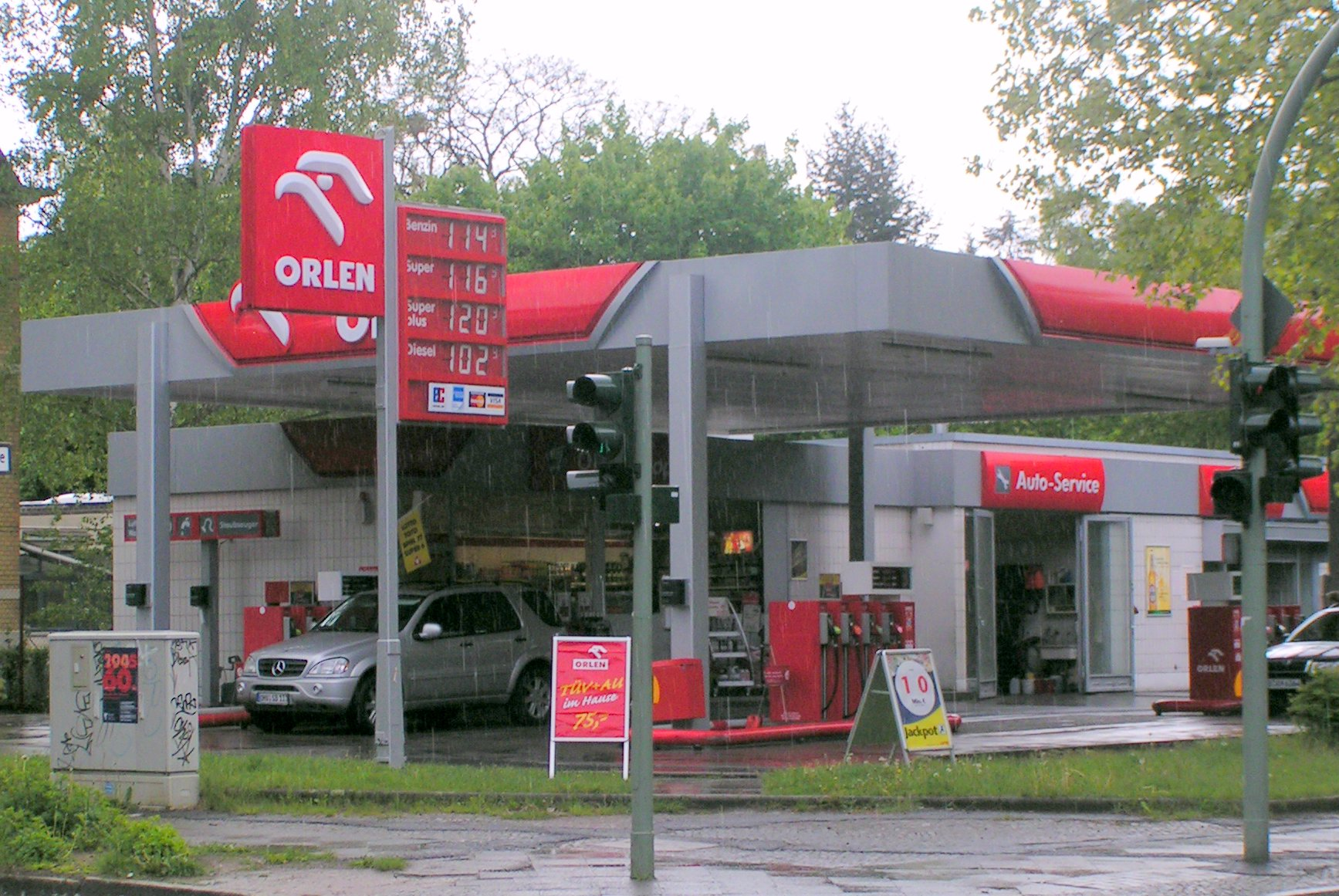
جایگاه پمپ بنزین اورلن، در آلمان

در حال حاضر پی‌کی‌ان اورلن بزرگترین فروشنده بنزین، با بیش از ۲ هزار جایگاه پمپ بنزین در کشور لهستان است. در سال ۲۰۰۳ شرکت بریتانیایی بی‌پی اقدام به خریداری شرکت آلمانی آرال آگ نمود و در پی آن شرکت اورلن ۵۰۰ جایگاه پمپ بنزین آرال را نیز خریداری کرد.
در سال ۲۰۰۷ اورلن دارای ۵۸۱ پمپ بنزین در آلمان بود، که تعداد ۴۸۴ جایگاه تحت نام تجاری استار، ۵۸ جایگاه با نام تجاری اورلن و ۲۹ جایگاه نیز تحت نام تجاری سوپرمارکت فعالیت می‌کنند.

## شرکت‌های تابعه

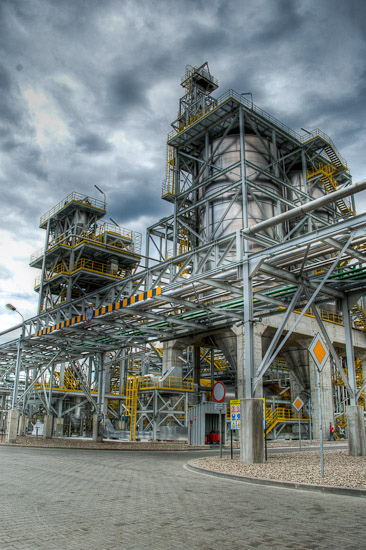
پالایشگاه اورلن، در شهر ولوتسلاوک

- اورلن لیتوانی : بزرگترین شرکت نفت و گاز لیتوانی
- باسل اورلن پلی‌اولفین : تولید پلاستیک و مواد مصنوعی
- اورلن : جایگاه‌های پمپ بنزین در لهستان و آلمان
- استار : جایگاه‌های پمپ بنزین، در آلمان
- پتروشیمی پوتسک : فعال در بازار پتروشیمی لهستان
- پتروپروفیت
- پتروزاچود
- آرگه
- یونی‌پترول : شرکت پالایشگر مستقر در جمهوری چک
- سولینو : تولید کننده آب صنعتی
- آنویل : شرکت تولید مواد شیمیایی مستقر در لهستان

## ادغام با گروه مول
شرکت اورلن در سال ۲۰۰۵ شروع به مذاکره با شرکت نفتی مجارستانی؛ مول گروپ به‌منظور ادغام دو شرکت نمود. در نهایت این دو شرکت با هدف کنترل بازار صنعت نفت اروپای مرکزی، با هم ادغام شدند. این ادغام باعث ایجاد بزرگترین شرکت نفتی حوزه بالتیک و اروپای مرکزی گردید.
اورلن تحت یک سرمایه‌گذاری مشترک با شرکت باسل هلند، مالک بزرگترین شرکت تولید پلاستیک لهستان شد.